# والرو فنون
والرو فنون (به انگلیسی: Valerophenone) با فرمول شیمیایی C۱۱H۱۴O یک ترکیب شیمیایی با شناسه پاب‌کم ۶۶۰۹۳ است. که جرم مولی آن ۱۶۲٫۲۳ g/mol می‌باشد. 